# 千畑古墳
千畑古墳（ちばたけこふん）は、宮崎県西都市穂北にある古墳。形状は前方後円墳。国の史跡に指定されている。

## 概要
宮崎県中部、一ツ瀬川北岸の茶臼原台地南裾の緩斜面上（標高約30メートル）に築造された古墳である。東約100メートルの台地裾斜面には千畑横穴墓群が分布する。江戸時代に石室内が発掘されている。
墳形は前方後円形で、墳丘主軸を東西方向として、前方部を東方向に向ける。墳丘の段築は不明。墳丘外表で葺石・埴輪は認められていない。埋葬施設は後円部・前方部における横穴式石室各1基である。後円部石室は単室構造の両袖式の横穴式石室で、石室全長12.4メートルを測る大型石室でほぼ完存し、宮崎県内では鬼の窟古墳（西都市）・狐塚古墳（日南市）とともに最大級の規模になるとして注目される。前方部石室は破壊のため詳らかでない。またいずれの石室も副葬品は詳らかでない。
築造時期は、古墳時代後期の6世紀後半-末（TK43型式期）頃と推定される。一ツ瀬川対岸の西都原古墳群の鬼の窟古墳とともに、一ツ瀬川流域における巨石墳として注目される古墳になる。
古墳域は1934年（昭和9年）に国の史跡に指定されている。

## 遺跡歴
- 文政年間（1818-1829年）、地元の児玉実満による石室の発掘（『日向地誌』）[2]。
- 1884年（明治17年）完成の『日向地誌』に記述[1]。
- 1934年（昭和9年）5月1日、国の史跡に指定[3]。

## 墳丘
墳丘の規模は次の通り。
- 墳丘長：約60メートル
- 後円部
  - 直径：約30メートル
  - 高さ：4.5メートル
- 前方部
  - 長さ：約30メートル
  - 幅：約25メートル
  - 高さ：2.5メートル

## 埋葬施設
埋葬施設としては、後円部・前方部において横穴式石室各1基が構築されている。

### 後円部石室

後円部石室俯瞰図

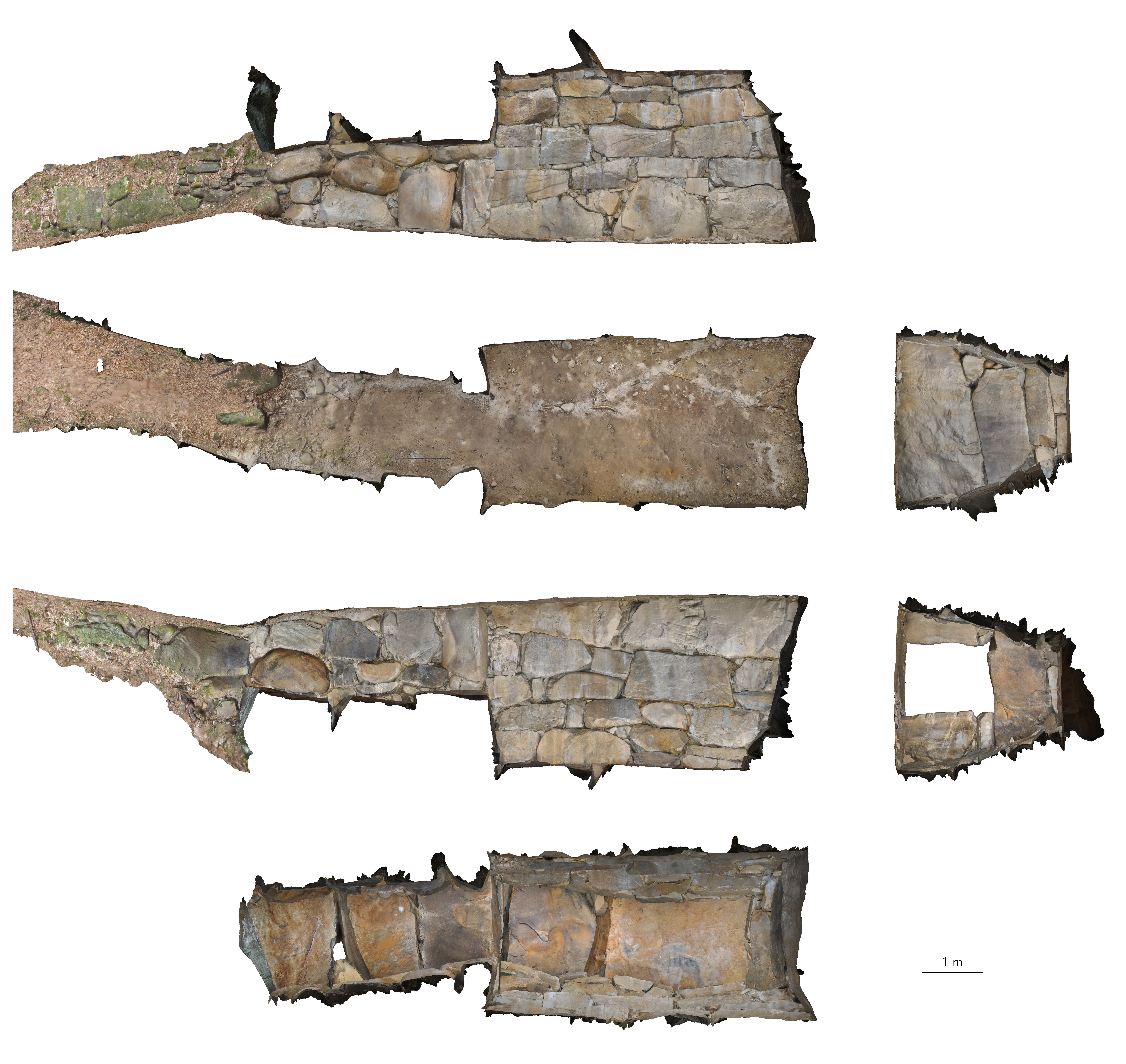
後円部石室展開図

後円部石室は、両袖式横穴式石室で、南方向に開口する。玄室・羨道からなる単室構造の石室である。石室の規模は次の通り。
- 石室全長：約12.4メートル
- 玄室：長さ約5.4メートル、幅2.8メートル（奥）・2.6メートル（前）、現在高さ2.8メートル
- 羨道：長さ約7メートル、幅約1.6メートル、現在高さ1.5メートル

石室は開口部の一部以外をほぼ完存する。石室の石材は砂岩塊石の割石で、羨道の一部には尾鈴山の閃緑岩転石を使用する。玄室の平面形は長方形。奥壁は大石の4段積みで、側壁は横位の腰石1段の上に4段積みで構築され、奥壁・側壁とも持ち送り強く内傾するが、前壁上部は垂直である。羨道は玄室の前壁ほぼ中央に接続し、途中から西側に屈曲する。天井石は、玄室では2枚、羨道では3枚。開口部付近には、閉塞石に使用された転石が散在する。

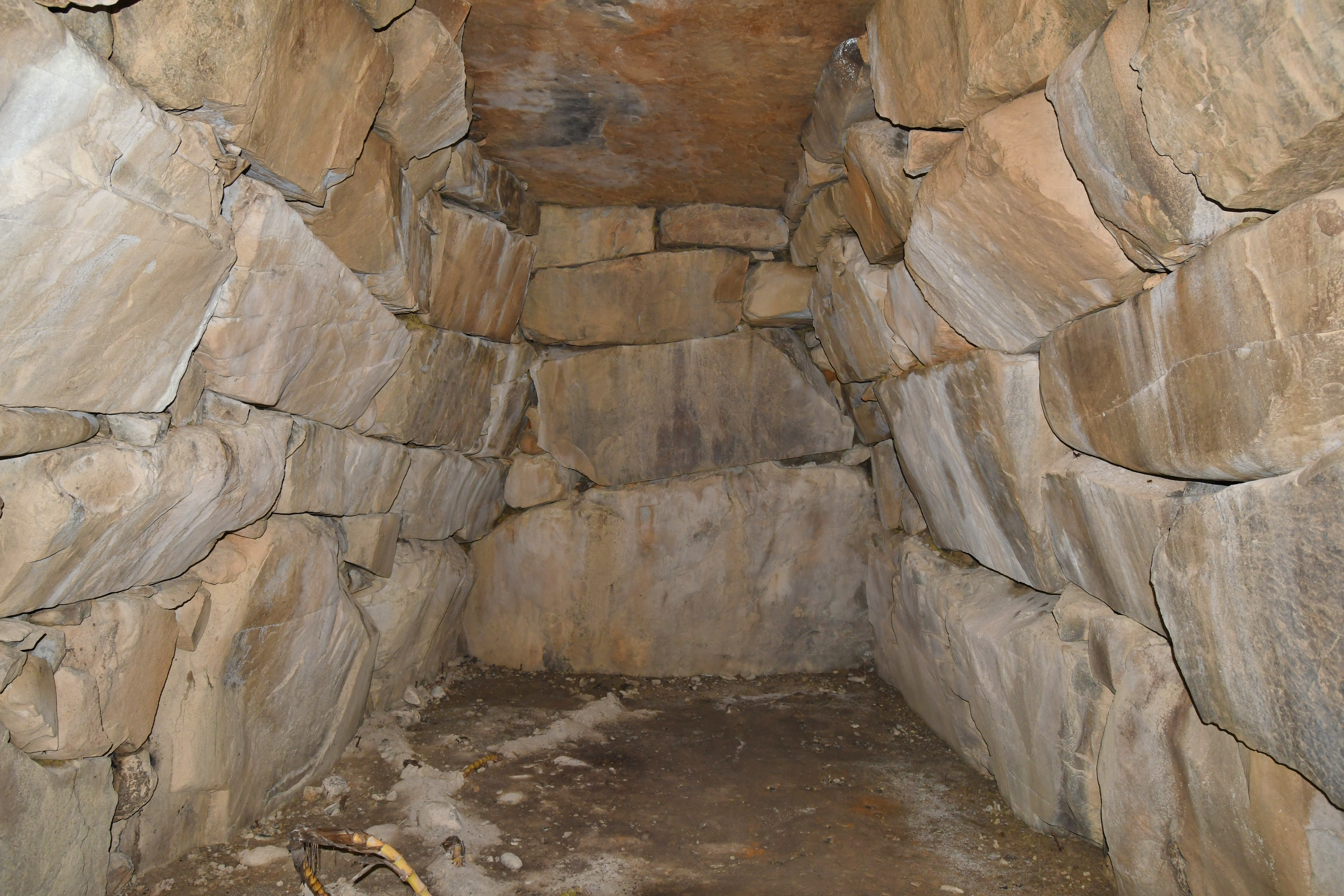
玄室（奥壁方向）
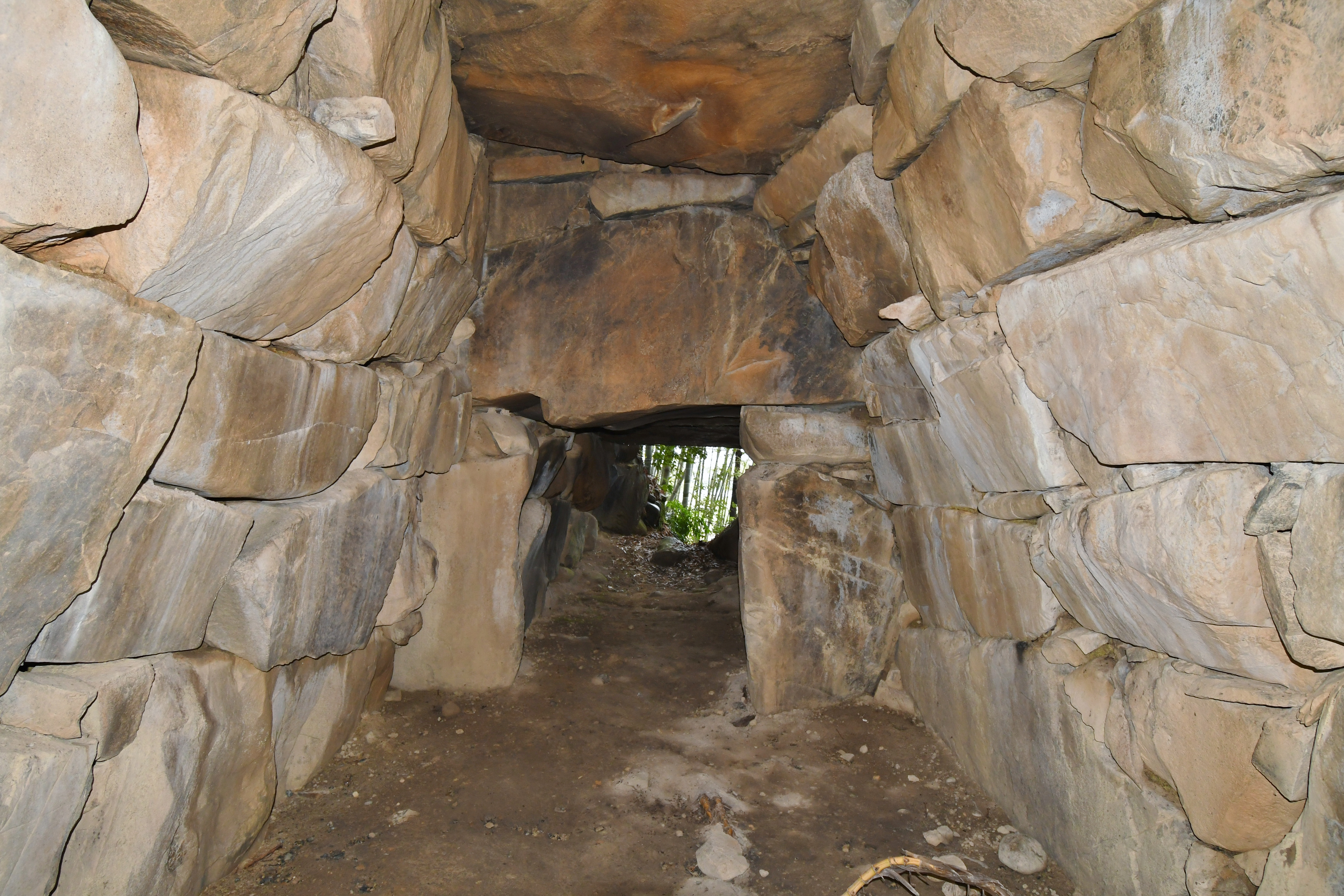
玄室（開口部方向）
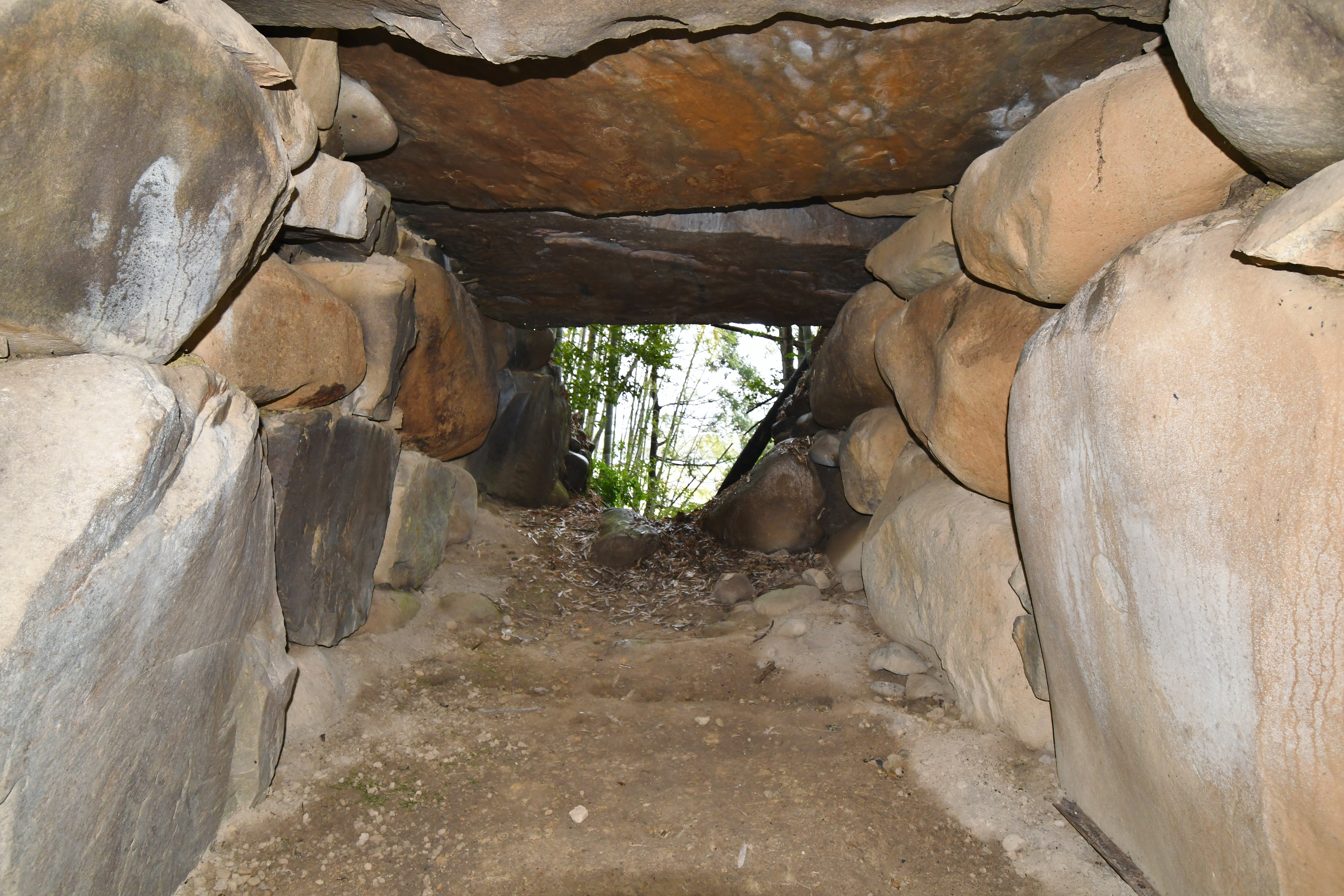
羨道（開口部方向）
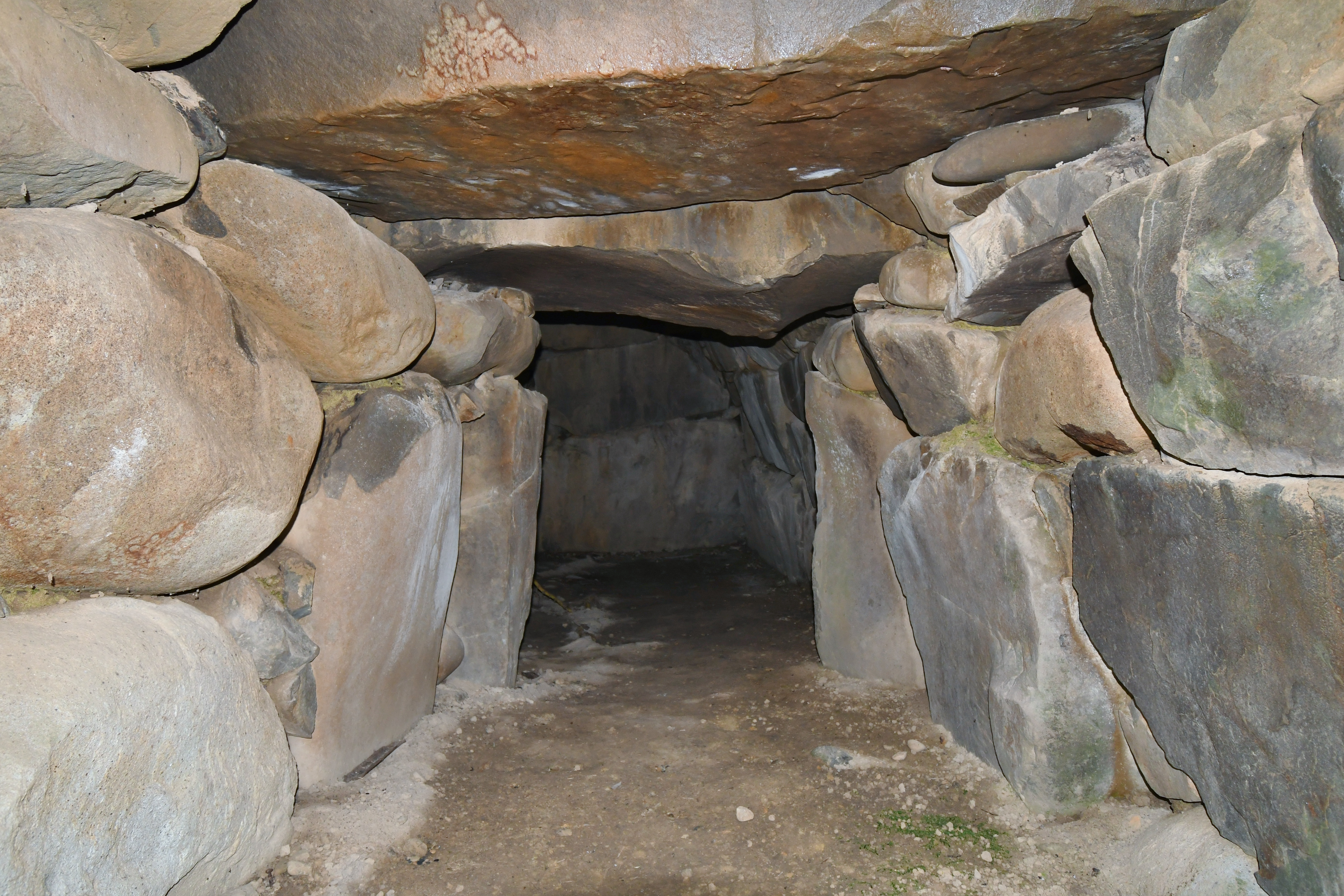
羨道（玄室方向）
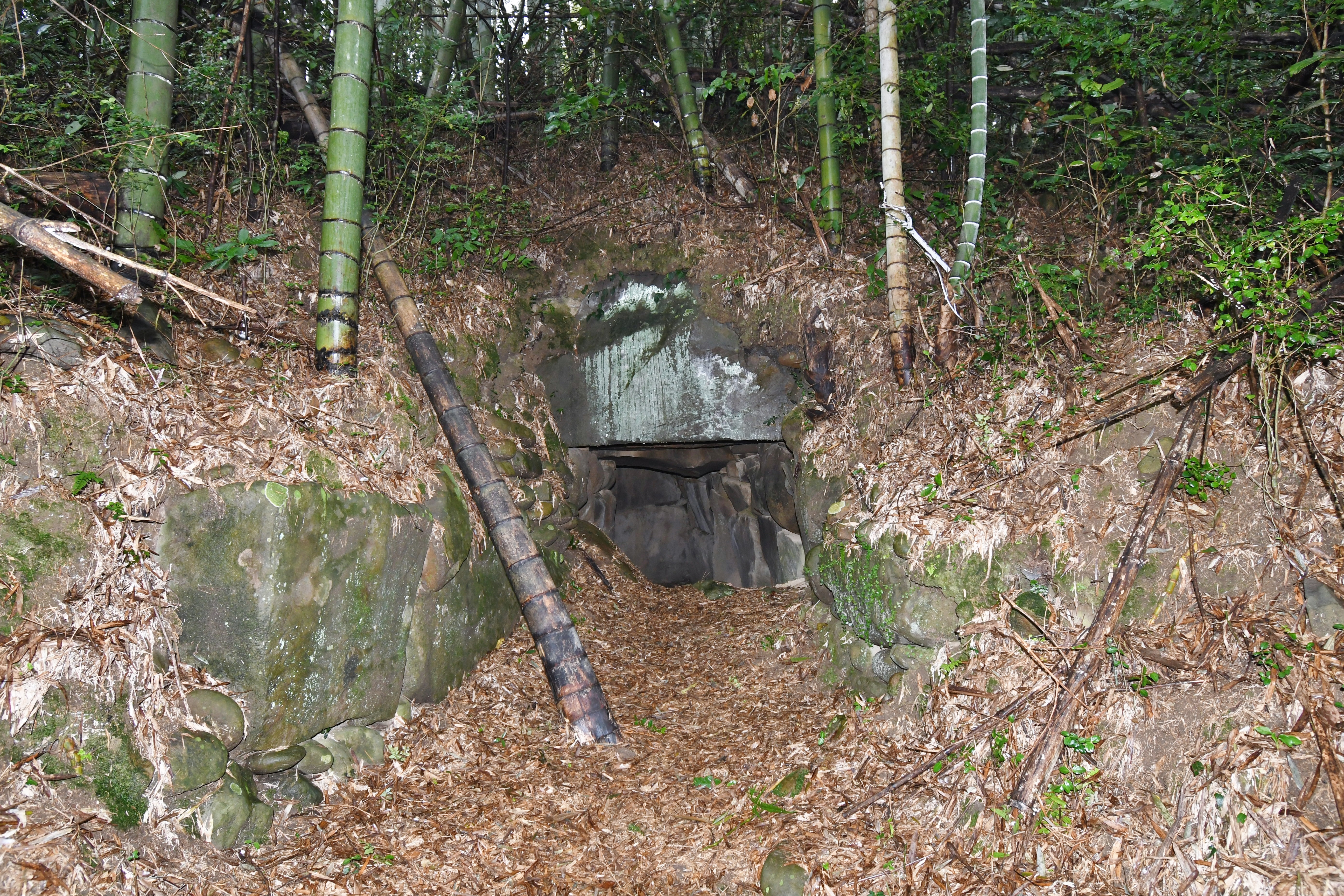
開口部
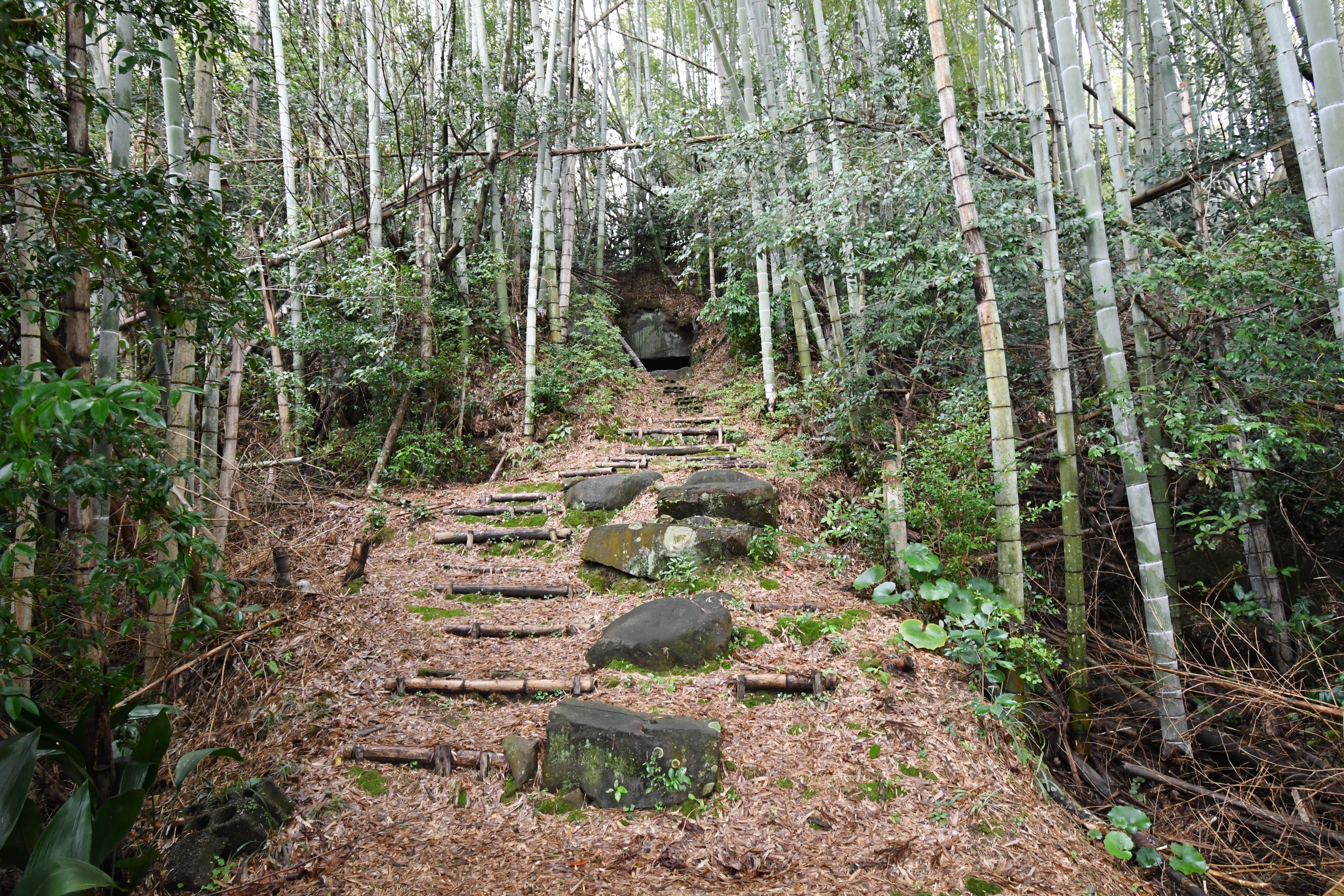
開口部前の転石

### 前方部石室
前方部石室は破壊されており、現在は石材が散乱した状態である。

## 文化財

### 国の史跡
- 千畑古墳 - 1934年（昭和9年）5月1日指定[3]。

## 関連文献
（記事執筆に使用していない関連文献）
- 日高正晴「鬼の窟古墳についての考察」『西都原古墳研究所年報』第6号、西都市教育委員会、1990年。
- 柳沢一男「宮崎県の古墳資料(1)」『宮崎考古』第13号、宮崎考古学会、1994年。